# Ana María O'Neill
Ana María O'Neill (Aguadilla, 7 de marzo de 1894 - 24 de mayo de 1981) fue una educadora, ensayista y activista feminista puertorriqueña.
Se graduó de maestra en la Escuela Normal de la UPR en 1915 y ejerció el magisterio. Estudió una maestría en la Universidad de Columbia en Nueva York. Al regresar a Puerto Rico, en 1929, se convierte en la primera mujer en ocupar cátedra en el Colegio de Comercio. Realizó una intensa campaña para orientar políticamente a la mujer puertorriqueña y defender el voto independiente.
Asistió al Rochdale Institute que albergaba la Escuela Nacional de Cooperativismo y adquirió en 1940 un diploma como líder cooperativista. Desde ahí militó a favor de este movimiento en Puerto Rico. Sus esfuerzos contribuyeron a que se aprobara en 1946 la Ley General de Sociedades Cooperativas de Puerto Rico y a la creación del Instituto de Cooperativismo de la UPR. Murió el 24 de mayo de 1981. Sus restos se encuentran en el cementerio de Carolina llamado Puerto Rico Memorial. 